# Mr Gay UK

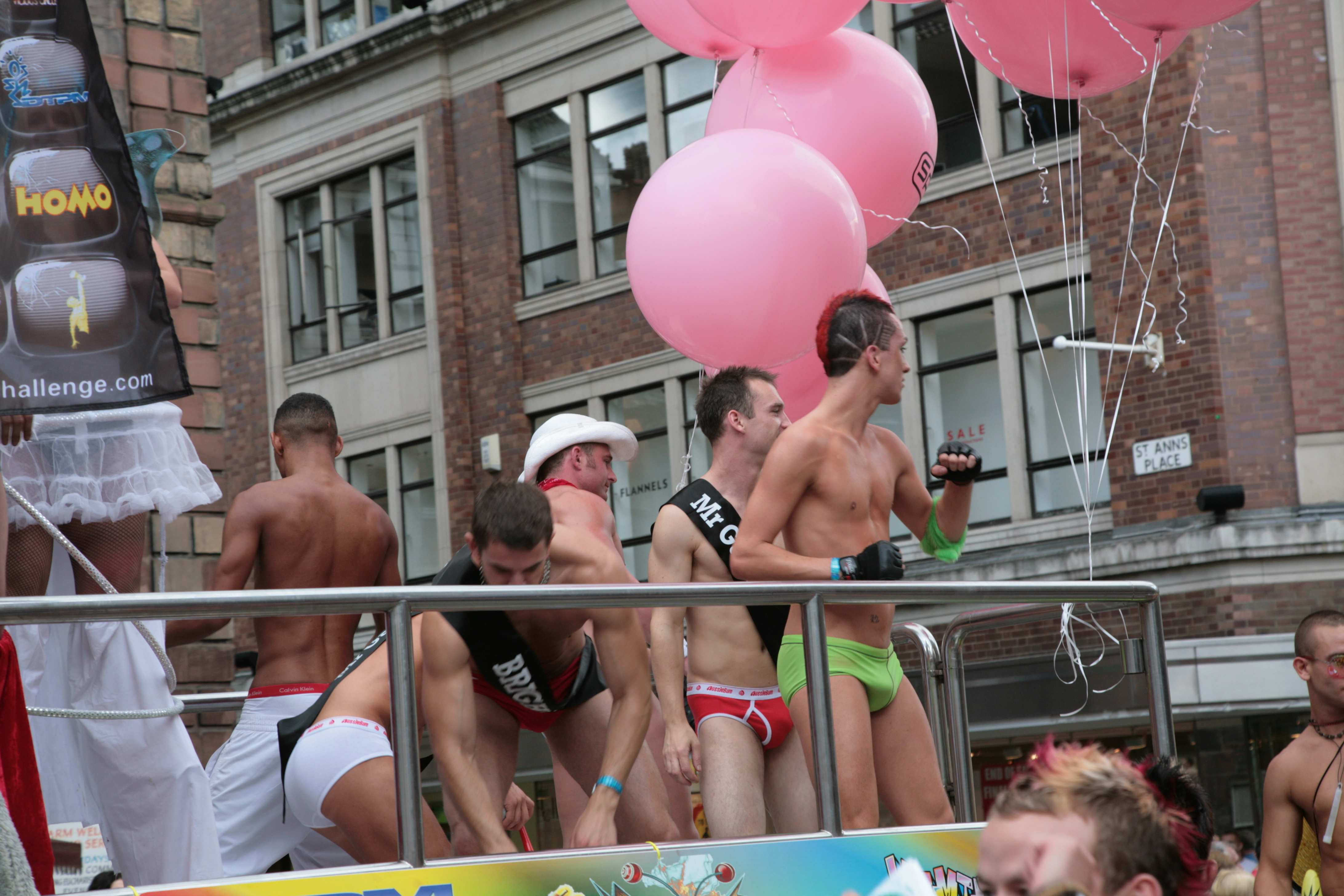
Các thí sinh của Mr Gay UK tại cuộc diễu hành Gay Pride Manchester năm 2006

Mr Gay UK (tiếng Việt: Nam vương Đồng tính Anh Quốc) là cuộc thi sắc đẹp thường niên của Anh dành cho người đồng tính nam, được tổ chức tại các hộp đêm dành cho người đồng tính và vòng chung kết thường diễn ra tại một địa điểm dành cho người đồng tính. Cuộc thi bắt đầu vào năm 1982 với tên gọi là "Mr Hardware" (được đặt theo tên một loại nước hoa) được thiết kế để quảng bá cho một công ty đặt hàng qua thư dành cho người đồng tính. Sự kiện này được tổ chức tại hộp đêm Heaven, được BBC quay như một phần của bộ phim tài liệu có tên là Something For the Ladies.
Năm 1984, tên cuộc thi được đổi thành Mr Gay UK. Kể từ đó, sự kiện này được ghi hình để phát hành video (1993), được phát trên loạt phim Passengers (1994) của Channel 4 và sự kiện này được phát sóng trên kênh Five vào năm 1998 và 1999.
Website của cuộc thi không có cập nhật nào kể từ năm 2014 và không có người chiến thắng nào được liệt kê sau năm 2013.

## Người giữ danh hiệu

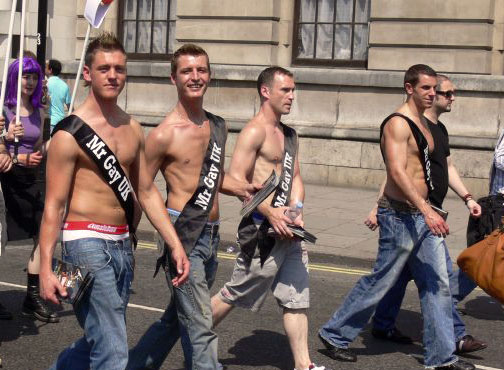
Các cựu Nam vương tại EuroPride 2006

| Năm  | Nam vương        | Quê quán      | Nơi tổ chức                      |
| ---- | ---------------- | ------------- | -------------------------------- |
| 1993 | Anthony Morley   | Leeds         | Body Heat @ The Ritzy, Doncaster |
| 1994 | David Jackson    | Manchester    | Cruz 101, Manchester             |
| 1995 | Lance Trimble    | Birmingham    | Subway City, Birmingham          |
| 1996 | Roy Fairhurst    | Leeds         | Primos II, Leeds                 |
| 1997 | Shaun McVeigh    | Manchester    | Cruz 101, Manchester             |
| 1998 | Ben Harris       | London        |                                  |
| 1999 | Mark Ledsham     | Preston       |                                  |
| 2000 | Harry French     | Glasgow       | Bennets, Glasgow                 |
| 2001 | Carl Austin      | Manchester    | Cruz 101, Manchester             |
| 2002 | Rob Conn         | Bristol       | Queens Shilling, Bristol         |
| 2003 | Jarrod Batchelor | Newport       |                                  |
| 2004 | Mark Roberts     | Walsall       | The Golden Lion, Walsall         |
| 2005 | Richard Carr     | Birmingham    | The Nightingale, Birmingham      |
| 2006 | Mark Carter      | Huddersfield  | Birmingham                       |
| 2007 | Daniel Broughton | Blackpool     | Flamingo Club, Blackpool         |
| 2008 | Dino Gamecho     | Cardiff       | Ritz, Manchester                 |
| 2011 | Sam Keen         | Cardiff       |                                  |
| 2012 | Leroy Williamson | Sheffield     | Leeds                            |
| 2013 | Stuart Hatton Jr | South Shields |                                  |

## Dự thi quốc tế

### Mr Gay Europe
Chú thích màu
- : Nam vương
- : Á vương
- : Top chung kết
- : Top bán chung kết
- : Được giải thưởng đặc biệt

| Năm  | Thí sinh         | Thứ hạng  |
| ---- | ---------------- | --------- |
| 2007 | Mark E. Carter   | Á vương 1 |
| 2013 | Leroy Williamson | Á vương 1 |
| 2014 | Stuart Hatton Jr | Á vương 3 |

### Mr Gay World
Chú thích màu
- : Nam vương
- : Á vương
- : Top chung kết
- : Top bán chung kết
- : Được giải thưởng đặc biệt

| Năm  | Thí sinh         | Thứ hạng     |
| ---- | ---------------- | ------------ |
| 2014 | Stuart Hatton Jr | Mr Gay World |

### International Mr Gay
Chú thích màu
- : Nam vương
- : Á vương
- : Top chung kết
- : Top bán chung kết
- : Được giải thưởng đặc biệt

| Năm  | Thí sinh           | Thứ hạng  |
| ---- | ------------------ | --------- |
| 2008 | Mark Edward Carter | Á vương 2 |